# Il segreto dei costruttori di Ringworld
Il segreto dei costruttori di Ringworld (The Ringworld Engineers) è un romanzo di fantascienza di Larry Niven pubblicato nel 1980.
L'opera fa parte del Ciclo dello Spazio conosciuto ed è il secondo di una serie di quattro romanzi.
Nell'introduzione del romanzo Niven racconta la reazione dei lettori al primo capitolo e al mondo Anello. Uno dei motivi per cui tale secondo libro è stato scritto è proprio quello di chiarire alcuni aspetti di funzionamento dell'anello e integrare le più evidenti lacune scientifiche, oltre naturalmente a risolvere i buchi narrativi come ad esempio il destino di Teela Brown o chi ha costruito l'anello.

## Edizioni
- Larry Niven, Ringworld Engineers, 1980.
- Larry Niven, I costruttori di Ringworld, traduzione di Roberta Rambelli, collana Orizzonti. Capolavori di Fantasia e Fantascienza n° XIX, Fanucci Editore, 1983.
- Larry Niven, Il segreto dei costruttori di Ringworld, traduzione di Alessandro Zabini, collana Cosmo Oro n° 148, Editrice Nord, 1988,  p. 320, ISBN 88-429-0849-5.